# Mon curé va en boîte
Pour plus de détails, voir Fiche technique et Distribution.
Mon curé va en boîte (Qua la mano) est un film italien réalisé par Pasquale Festa Campanile, sorti en 1980.

## Fiche technique
- Titre original : Qua la mano
- Titre français : Mon curé va en boîte
- Réalisation : Pasquale Festa Campanile
- Scénario : Pasquale Festa Campanile, Enrico Oldoini et Ottavio Jemma (en)
- Pays d'origine : Italie
- Genre : Comédie
- Date de sortie : 1980

## Distribution
- Adriano Celentano : don Fulgenzio
- Enrico Montesano : Orazio Imperiali
- Philippe Leroy-Beaulieu : Pape
- Lilli Carati : Rossana
- Renzo Montagnani : Libero Battaglini
- Mario Carotenuto : le vendeur
- Carlo Bagno : Évêque
- Adriana Russo : Ersilia, femme d'Orazio